# Rozszerzadło Dubosta
Rozszerzadło Dubosta (ang. Dubost dilator) – narzędzie stosowane w kardiochirurgii do poszerzania zwężonego ujścia zastawki mitralnej bez i z użyciem krążenia pozaustrojowego. Opracował je i wprowadził w 1952 kardiochirurg Charles Dubost (inne źródła podają rok 1954). Po wprowadzeniu końcówki narzędzia do lewego przedsionka serca i umiejscowieniu w zwężonym ujściu zastawki mitralnej ściśnięcie rękojeści powodowało rozszerzenie się ramion rozszerzacza na jego końcówce, poszerzając w ten sposób zwężone ujście zastawki mitralnej.